# Voleuses
Pour plus de détails, voir Fiche technique et Distribution.
Voleuses est un film français coécrit et  réalisé par Mélanie Laurent, sorti en 2023 sur Netflix.
Il s'agit de l'adaptation de la bande dessinée La Grande Odalisque (2012) de Jérôme Mulot, Florent Ruppert et Bastien Vivès.

## Synopsis
Carole et Alex sont deux voleuses de longue date très douées qui travaillent pour une certaine « Marraine » qui les tient sous son emprise. Ces deux amies sont très soudées depuis des années. Mais elles veulent arrêter de vivre dans l’illégalité et le danger, d'autant plus que Carole tombe enceinte...

## Fiche technique
Sauf indication contraire, les informations mentionnées dans cette section peuvent être confirmées par la base de données cinématographiques IMDb,  présente dans la section « Liens externes ».
- Titre original : Voleuses
- Réalisation : Mélanie Laurent
- Scénario : Mélanie Laurent, Christophe Deslandes et Cédric Anger, d'après la bande dessinée La Grande Odalisque de Jérôme Mulot, Florent Ruppert et Bastien Vivès
- Musique : Archive
- Décors : Emmanuelle Cuillery
- Costumes : Maïra Ramedhan Levi
- Photographie : Antoine Roch
- Montage : Audrey Simonaud
- Production : Guillaume Colboc et Sidonie Dumas
- Sociétés de production : Gaumont et Netflix
- Société de distribution : Netflix
- Budget : n/a
- Pays de production :  France
- Langue originale : français
- Format : couleur – son 5.1
- Genre : action, comédie, buddy movie, film de casse
- Durée : 115 minutes
- Date de sortie : 1er novembre 2023 (Netflix)

## Distribution
- Adèle Exarchopoulos : Alex
- Mélanie Laurent : Carole
- Manon Bresch : Sam
- Isabelle Adjani :  Marraine
- Félix Moati : Clarence
- Philippe Katerine : Abner
- Mila Rosenthal : Raoule

## Production
En août 2022, Mélanie Laurent annonce qu'elle va réaliser une adaptation cinématographique de la série de bande dessinée La Grande Odalisque de Jérôme Mulot, Florent Ruppert et Bastien Vivès, publiée par Dupuis en 2012 — et récompensée du prix Landerneau dans la même année. Un précédent projet avorté impliquait les scénaristes Victor Saint Macary et Fadette Drouard et devait mettre en scène Virginie Efira, Leïla Bekhti et Anaïs Demoustier.
Le tournage commence en septembre 2022. Il se déroule notamment à Paris, en Corse et sur le circuit des 24 Heures,.
La musique est composée par le groupe Archive, disponible en format numérique sur les plateformes de téléchargement.

## Accueil

### Audiences

#### Lancement
Lancé sur la plate-forme le 1er novembre 2023, Voleuses devient, en cinq jours sur sept possibles, le film le plus regardé globalement sur Netflix (contenus anglophones et non anglophones confondus) durant la période du 30 octobre au 5 novembre 2023 (semaine 44) avec 18,5 million de vues et 35,7 millions d'heures de visionnage cumulées, suivi de près par le thriller psychologique Locked In porté par Famke Janssen et ses 17,8 millions de visionnages pour 28,8 millions d'heures cumulées. Le septième long métrage de Mélanie Laurent dépasse aussi Marchands de douleur mené par Emily Blunt et Chris Evans (15,2 millions de vues et 31,7 millions d'heures cumulées).
Il prend la tête du classement des films non anglophones du site avec pratiquement le triple de visionnages auprès des utilisateurs de la plate-forme à travers la planète comparé au drame romantique brésilien O Lado Bom de Ser Traída qui le suit dans la liste.
Si le film Voleuses est absent des top 10 américain et indien, il se classe dans le top 10 dans quatre-vingt-six territoires, occupant même la première place dans trente-six d’entre eux : Arabie Saoudite, Bahamas, Brésil, Chili, Chypre, Colombie, Équateur, Espagne, France, Grèce, Guadeloupe, Guatemala, Honduras, Hongrie, Israël, Italie, Jamaïque, Kenya, Liban, Luxembourg, Maroc, Martinique, Nicaragua, Nigeria, Nouvelle Calédonie, Panama, Paraguay, Portugal, La Réunion, République Dominicaine, Salvador, Suisse, Turquie, Uruguay, Vénézuéla, Vietnam.
À titre de comparaison d'ampleur par rapport à une autre production Netflix française d'action, les chiffres de visionnage à cinq jours du lancement du film correspondaient déjà à la moitié du total de 37 millions de comptes ayant vus le film Balle perdue à vingt-huit jours de sa sortie en juillet 2020, succès qui lui a valu une suite, Balle perdue 2, lancée avec un succès d'audiences encore supérieur en novembre 2022.
Avec ses 18,5 millions d'EVC (équivalents de visionnages complets) en cinq jours, Voleuses est le troisième meilleur lancement d’un film Netflix européen (et même international) sorti un mercredi sur le service, toutes origines et langues confondues, derrière les 42,2 millions d'EVC du film polonais dramatico-érotique 365 Jours : Au lendemain (avril 2022) et des 21,2 millions d'EVC du film d'action italien Il mio nome è vendetta (novembre 2022).

#### Audiences finales
- En semaine 45 couvrant la période du 6 novembre 2023 au 12 novembre 2023, Voleuses conserve la première place du classement des films en langue non anglaise de la plate-forme pour la deuxième semaine consécutive. Même s'il n'a plus aucune position numéro un, du fait de la mise en ligne du dernier film de David Fincher porté par Michael Fassbender Le Tueur sorti le 10 novembre 2023 qui truste les premières places et la remontée de l'autre production Gaumont Locked In, accaparant la plupart des deuxièmes positions, il est dans le top 10 de 83 pays. Il rentre même dans le top 10 indien en 10ème place, seul film non indien (sept sur dix) ou non américain (deux sur dix) à y parvenir[10]. Avec 11,6 millions d'EVC pour 22,5 millions d'heures de visionnage cumulées supplémentaires[11], il est le troisième film le plus vu du service derrière Le Tueur et ses 27,9 millions d'EVC pour 55,7 millions d'heures et Locked In, lui aussi en 2ème semaine, et ses 13,2 millions de visionnages mais ses inférieures 21,4 millions d'heures cumulées[12].
- En semaine 46 couvrant la période du 13 novembre 2023 au 19 novembre 2023, le film passe sa troisième semaine d'exploitation en deuxième position du Top 10 des films en langue non-anglaise de Netflix, derrière le film d'action coréen Dokjeon 2 lancé cette même semaine qui le devance par 1 million d'EVC et 2 millions d'heures de visionnage. Avec 4,6 millions d'EVC pour 8,9 millions d'heures de visionnage cumulées supplémentaires, Voleuses affiche toujours une présence dans le Top 10 de 56 territoires[13].
- En semaine 47 couvrant la période du 20 novembre 2023 au 26 novembre 2023, Voleuses devient l'un des deux seuls films en quatrième semaine d'exploitation à se maintenir dans le Top 10 des longs métrages non anglophones de la plate-forme avec le film indien Jawan - Version Longue que le film de Laurent devance en septième position contre huitième, avec 1,9 million d'ÉVC et 3,6 millions d'heures de visionnages supplémentaires à rajouter à son cumul. Voleuses sort néanmoins, à ce stade du mois d'exploitation, définitivement des Top 10 territoriaux contrairement à ce dernier qui conserve une assise Top 10 dans 16 pays[14].
- En semaine 48 couvrant la période du 27 novembre 2023 au 3 décembre 2023, le film sort enfin du Top 10 mondial des films non-anglophones de la plate-forme pour la première fois depuis son lancement, lors de sa cinquième semaine d'exploitation[15].
- Cependant, au moment de tirer les bilans de fin d'année 2023 pour les productions originales Netflix France, il a réussi à rester 9 jours au sommet du top 10 des films en France (seulement battu sur ce point par le plus grand succès Netflix France jamais connu, celui de AKA et ses 14 jours au sommet). Voleuses accumulait aussi 36,6 millions d'ÉVC mondiaux à 26 jours d'exploitation (le mettant sur un pied d'égalité avec le succès de Balle perdue en juillet 2020), contre 54,2 d'ÉVC pour AKA de Morgan S. Dalibert (à 31 jours), fer de lance qui devrait être son véritable point de comparaison car il est maintenant le lièvre de toutes les productions Netflix francophones en termes de réussite d'audiences à émuler. À ce jour, AKA avec Alban Lenoir est d’ailleurs désormais le seul film français à figurer dans le Top 10 de tous les temps des films non-anglophones Netflix, à la cinquième place avec 60,9M d’EVCs et 125,9 millions d'heures de visionnages cumulées au bout de ses 91 premiers jours. Ce dernier a mieux réussi sur le continent nord-américain que Voleuses (une condition sine qua non pour tenter de tutoyer les sommets des Tops et des heures vues mondiaux) alors que Voleuses a légèrement mieux performé en Amérique latine, l’un des continents souvent les plus friands de films Netflix français. Pour finir, là où Voleuses est parvenu à se hisser dans les Tops 10 de 88 territoires, AKA en a fait de même dans 93 territoires[16].

### Accueil critique
Thierry Chèse , dans le magazine Première, loue « un réjouissant film de casse au féminin qui fait la part belle à son irrésistible quatuor d’actrices : Mélanie Laurent, Adèle Exarchopoulos, Isabelle Adjani, Manon Bresch » et « l'abattage encore une fois inouï d'Adèle Exarchopoulos » malgré « certaines longueurs ou une fin trop abrupte ».
Éric Debarnot, pour le magazine Benzine, y voit un film « sur le modèle de Thelma et Louise, mais adapté au public Netflix » et pense que, vu la rareté de l'exercice honnête du buddy movie au féminin depuis cette œuvre sortie en 1991, qu'« il faut donc voir, et ensuite célébrer l’existence de Voleuses, le nouveau film de Mélanie Laurent, qui tente de travailler l’héritage du film de Ridley Scott, de l’actualiser en fonction des goûts du public actuel — donc d’y ajouter de l’action, des « gros guns », etc. — sans en trahir l’esprit ».
Le service Culture du Figaro soulève positivement « des scènes d'action musclées portées par des héroïnes auxquelles il est possible de s'identifier » mais déplore que Mélanie Laurent « bâcle un peu la fin de son film. Seule ombre au tableau plutôt réjouissant » et craint qu'Isabelle Adjani soit « semble-t-il abonnée à ces rôles de matrone impitoyable depuis Le monde est à toi de Romain Gavras » (2018).
Marthe Mabille, chez Vogue France, qualifie le film de « bonne nouvelle cinématographique » où sont sublimées à l'écran « soif d'aventure, soif de liberté, soif de divertissement. Les cascades sororales de notre joyeuse bande de filles sont également greffées d’humour et de joie de vivre » et où « les personnages dessinés par Mélanie Laurent sont à ce titre particulièrement sympathiques à regarder ». Cependant elle note comme seul écueil que « l'enjeu criminel (qui est tout de même au centre de la vie de ces jeunes femmes) n'est pas vraiment abouti ni expliqué ».